# Liste der Kreisstraßen in Heidelberg
Die Liste der Kreisstraßen in Heidelberg ist eine Auflistung der Kreisstraßen im baden-württembergischen Stadtkreis Heidelberg.

## Abkürzungen
- K: Kreisstraße
- L: Landesstraße

## Liste
Die Kreisstraßen behalten die ihnen zugewiesene Nummer nicht bei einem Wechsel in einen anderen Stadt- oder Landkreis. Nicht vorhandene bzw. nicht nachgewiesene Kreisstraßen werden in Kursivdruck gekennzeichnet, ebenso Straßen und Straßenabschnitte, die unabhängig vom Grund (Herabstufung zu einer Gemeindestraße oder Höherstufung) keine Kreisstraßen mehr sind.
Der Straßenverlauf wird in der Regel von Nord nach Süd und von West nach Ost angegeben.
| Nr.    | Verlauf |
| ------ | --- |
| K 9700 | L 637 – Straße ohne einen Namen von der Mannheimer Straße bis zum Kurpfalzring – (jetzt L 637)                                                                  |
| K 9701 | L 637 – Kurpfalzring – Friedrich-Schott-Straße – Stadtgrenze – (K 4149 im Rhein-Neckar-Kreis)                                                                   |
| K 9702 | L 637 – Grenzhöfer Weg – K 9709 – Wieblinger Weg – Stadtgrenze – (K 4147 im Rhein-Neckar-Kreis)                                                                 |
| K 9703 | (K 4141 im Rhein-Neckar-Kreis) – Stadtgrenze – Grenzhöfer Straße – K 9709 – Grenzhof – K 9704 – Plankstädter Weg – Stadtgrenze – (K 4146 im Rhein-Neckar-Kreis) |
| K 9704 | K 9703 – Grenzhöfer Weg – Stadtgrenze – (K 4144 im Rhein-Neckar-Kreis)                                                                                          |
| K 9706 | L 543 – Diebsweg – L 600a – Pleikartsförster Straße – L 598 |
| K 9707 | (K 4149 im Rhein-Neckar-Kreis) – Stadtgrenze – Stückerweg – L 600a – Speyerer Straße – Cuzaring – L 598                                                         |
| K 9708 | – Friedrich-Ebert-Anlage – Klingenteichstraße – Gaiberger Weg – K 9710 – Gaiberger Weg – Stadtgrenze – (K 4161 im Rhein-Neckar-Kreis)                           |
| K 9709 | K 9703 – Grenzhöfer Weg – K 9702 – Wieblinger Weg – Eppelheimer Weg – Stadtgrenze – (K 4148 im Rhein-Neckar-Kreis)                                              |
| K 9710 | K 9708 – Kohlhöferweg – Chaisenweg – Königstuhlweg – Kraussteinweg – Neuer Hilsbacher Weg – Stadtgrenze – (K 4162 im Rhein-Neckar-Kreis)                        |
| K 9711 | – Leimener Weg – Stadtgrenze – (K 4153 im Rhein-Neckar-Kreis)                                                                                                   |